# لولوبة مغرية اللون
لولوبة مغرية اللون (الاسم العلمي: Spiranthes ochroleuca) هو نوع من النباتات يتبع جنس اللولوبة من الفصيلة السحلبية.